# 10086 McCurdy
10086 McCurdy è un asteroide della fascia principale. Scoperto nel 1990, presenta un'orbita caratterizzata da un semiasse maggiore pari a 2,5401528 au e da un'eccentricità di 0,1773347, inclinata di 10,55915° rispetto all'eclittica.
L'asteroide è dedicato all'astronomo amatoriale canadese Bruce Jefferson McCurdy.